# Biliku
Biliku è una creatura leggendaria, venerata nelle isole Andamane, spesso raffigurata come una donna-ragno.
Secondo la leggenda, Biliku è una divinità femminile dall'aspetto di una gigantesca donna-ragno in possesso di enormi poteri. Si narra che esistesse prima della creazione del mondo e che un giorno creò la Terra e gli uomini: dopo aver tessuto la sua tela, si aggirò furtiva e a grandi passi nella "vasta notte vuota"; poi si sedette e si servì delle antenne per modellare la Terra che, finito il lavoro, collocò nell'Universo. Contenta della sua creazione vi si trasferì, portandovi il fuoco e la luce e governandone ogni aspetto (in particolare il tempo atmosferico) a seconda del suo umore, finché non si stancò e tornò da dove era venuta.